# Eumerus barbarus
Eumerus barbarus är en tvåvingeart som först beskrevs av Coquebert 1804.  Eumerus barbarus ingår i släktet månblomflugor, och familjen blomflugor. Inga underarter finns listade i Catalogue of Life.